# Чувашский Брод
Чува́шский Брод (тат. Чуаш Кичүе) — село в Алькеевском районе Республики Татарстан. Административный центр Чувашско-Бродского сельского поселения. 

## География
Село расположено в Западном Закамье. Находится в 18 км к юго-востоку от районного центра, села Базарные Матаки. Высота над уровнем моря — 81 м.

### Климат
Климат в селе умеренно-континентальный, Dfb по классификации Кёппена. Средняя температура воздуха — 5,2 °C, среднегодовое количество осадков — 657 мм.

## История
В «Списке населенных мест по сведениям 1859 года», изданном в 1866 году, населённый пункт упомянут как казённая деревня Чувашский Брод 2-го стана Спасского уезда Казанской губернии. Располагалась при реке Малом Черемшане, по левую сторону коммерческого Самарского тракта, в 61 версте от уездного города Спасска и в 19 верстах от становой квартиры в казённой деревне Базарные Матаки. В деревне в 122 дворах жили 727 человек (359 мужчин и 368 женщин). Была мечеть.

## Население
| 1782 | 1859 | 1897 | 1908 | 1920 | 1926 | 1938 | 1949 | 1958 | 1970 | 1979 | 1989 | 2002 | 2010 | 2015 |
| ---- | ---- | ---- | ---- | ---- | ---- | ---- | ---- | ---- | ---- | ---- | ---- | ---- | ---- | ---- |
| 92   | 682  | 1072 | 1204 | 1514 | 844  | 576  | 1143 | 1737 | 1722 | 1365 | 975  | 868  | 741  | 731  |

Национальный состав
Согласно результатам переписи 2002 года, в национальной структуре населения села татары составляли 89%. 

## Инфраструктура
В селе действуют отделение почтовой связи, 3 магазина. В селе 16 улиц и 2 переулка. Через село проходит автобусный маршрут «Базарные Матаки — Борискино». Имеется подъезд к автодороге регионального значения Алексеевское — Высокий Колок.

### Комментарии
1. ↑  Расстояние измерено с помощью инструментария Яндекс.Карты
2. ↑  души мужского пола